# Rio Pardo (vattendrag i Brasilien, Minas Gerais, lat -18,22, long -44,30)
Rio Pardo är ett vattendrag i Brasilien.   Det ligger i delstaten Minas Gerais, i den sydöstra delen av landet, 500 km sydost om huvudstaden Brasília.
Omgivningarna runt Rio Pardo är huvudsakligen savann. Runt Rio Pardo är det glesbefolkat, med 11 invånare per kvadratkilometer.